# Бебінка
Бебінка — традиційний десерт індо-португальської кухні. Є одним із видів пудингу.

## Інгредієнти та приготування
Бебінка також відома як Бібік, має сім шарів. Інгредієнти включають звичайне борошно, цукор, топлене масло (освітлене вершкове масло) — гхі, яєчний жовток та кокосове молоко.
Це традиційне солодке з Гоа, особливо популярне під час Різдва. Він також легко доступний для перенесення та збереження протягом тривалого часу або вживання в свіжому вигляді.
Бебінка також була прийнята як назва тайфуну на північному заході Тихого океану у Макао. Його готують також в Португалії та Мозамбіку, хоча традиційно це гоанський шаруватий торт.